# Padiglione d’Arte Contemporanea
Der Padiglione d’Arte Contemporanea (PAC) ist ein Ausstellungspavillon der Stadt Mailand in der Via Palestro, neben der Villa Reale. Er wurde 1949 von Ignazio Gardella entworfen und zwischen 1951 und 1953 erbaut.

## Geschichte
Der Pavillon wurde auf Initiative der Superintendentin Fernanda Wittgens errichtet.
Die Elemente, die der Architekt Ignazio Gardella in seinen Entwurf einfließen ließ, entstammen in erster Linie der Umgebung: Die Villa Belgiojoso, Ende des 18. Jahrhunderts nach einem Entwurf von Pollack im neoklassizistischen Stil erbaut, ist ein hofartiges Gebäude mit C-förmigem Grundriss und einem Haupthof, der sich nach Norden zur Stadtstraße hin öffnet und von dieser durch ein Eisentor und eine Mauer mit blinden Fenstern getrennt ist. Südlich der Villa befindet sich ein großer Park, der früher in Privatbesitz war und später der Öffentlichkeit zugänglich gemacht wurde. Die Umfassungsmauer der ehemaligen Stallungen der durch Bomben zerstörten Villa Reale, auf deren Gelände der Pavillon errichtet werden sollte, war noch intakt und grenzte im Westen an den Seitenhof der Villa, vor dem sich die großen Bäume des Parks befanden. Der Architekt ging also von dem trapezförmigen Grundstück aus, auf dem sich die Stallungen befanden, und entschied sich dafür, das Gelände nicht zu unterteilen, sondern zu integrieren, „um den alten architektonischen Rahmen zur Straße und zur Villa hin nicht zu verändern“ (I. Gardella, Bericht über das Projekt). Der ursprüngliche trapezförmige Grundriss und die zweigeschossige Erweiterung des Vorgängerbaus sowie der rechteckige Wirtschaftshof, der die Stallungen mit der Villa verband, wurden beibehalten: Der Hof ist wie der Haupthof der Villa nach Norden zur Straße hin offen und von dieser durch ein Tor und eine Mauer mit Blindfenstern getrennt. Wie ursprünglich befindet sich der Eingang des Pavillons von diesem Hof aus und ist auf den Säulengang ausgerichtet, die unter den Seitenflügeln der Villa hindurch den Wirtschaftshof mit dem Haupthof verbinden.
Unter der Leitung von Mercedes Garberi wurde das PAC 1973 geschlossen, um eine umfassende Restaurierung, Modernisierung und Anpassung an die konservatorischen Vorschriften (Belüftung, Beleuchtung, Sicherheit) durchzuführen, und 1979 wiedereröffnet.
Das Gebäude wurde 1993 nach dem als Massaker in der Via Palestro bekannten Attentat durch einen Brand fast vollständig zerstört, aber auf Beschluss des damaligen Mailänder Stadtrats Philippe Daverio originalgetreu wieder aufgebaut. Die Restaurierung wurde 1996 vom Sohn des ursprünglichen Planers, Jacopo Gardella, abgeschlossen.

## Beschreibung

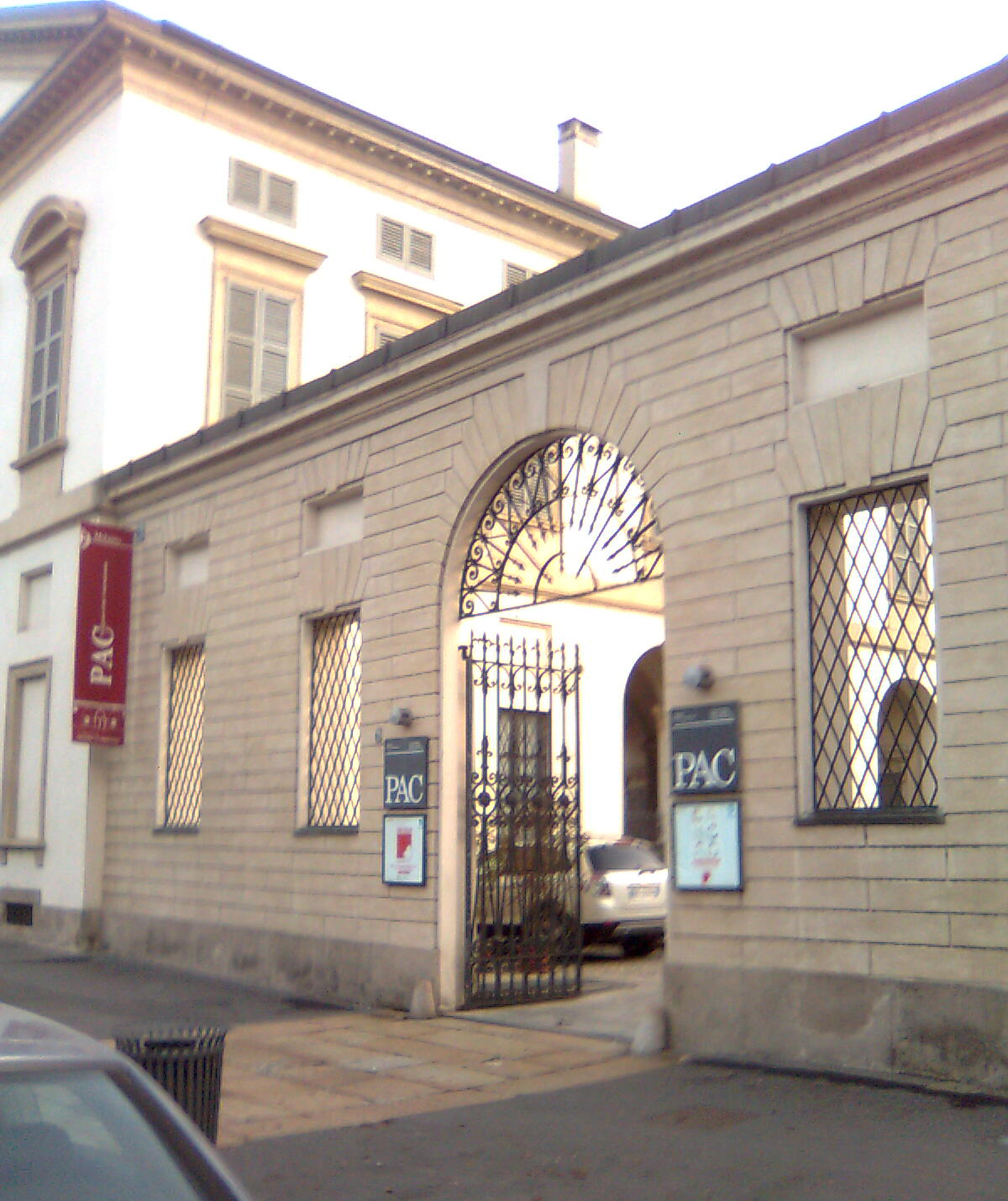
Eingang zum Außenhof des PAC

Der Pavillon für zeitgenössische Kunst, der von drei Fassaden im Norden, Osten und Süden begrenzt wird, während die Westseite an ein Nachbargebäude grenzt, wird von einem Dach mit parallelen, kupferverkleideten Balken bedeckt, über denen sich Oberlichten im Stil einer Industriehalle öffnen. Die Nord- und die Ostfassade, die zur Straße bzw. zum Innenhof zeigen, sind mit denen des 18. Jahrhunderts identisch geblieben, mit Ausnahme der Ostfassade, an der das Rundbogenportal aus Glas und Eisen zu sehen ist, das als Eingang dient und später durch den Einbau eines fächerförmigen Rahmens mehr Gewicht erhielt als die ursprüngliche Rahmenkonstruktion. Die Südfassade, die auf den Park blickt, ist dagegen ein Neubau, der die durch die Bombardierung zerstörte Fassade ersetzt: Sie ist in zwei horizontale Bänder unterteilt, von denen das obere eine durchgehende Wand ist, die die Galerie begrenzt, die früher durch die Dachfenster in den beiden konvergierenden Schrägen beleuchtet wurde. Heute ist das Dach nach der Sanierung flach und die Oberlichten werden nur noch künstlich beleuchtet.
Die Fassade, die dem Park zugewandt ist, weist ebenfalls eine Reihe abwechselnd hoher und niedriger Metallpfeiler auf, von denen die höheren ein Vordach tragen und die niedrigeren die Schienen für die weißen, auf- und abschwingenden Gitter, die die verglaste Öffnung im unteren Teil der Fassade bedecken. Diese Verglasung ist jedoch nicht dazu bestimmt, den Blick auf den Park freizugeben, sondern wurde bewusst niedrig gehalten, „damit die Beziehung zum Park keine panoramische, sondern eine eher begrenzte, fast ikonographische ist“ (Argan, 1954).
Der Bau des Padiglione d’Arte Contemporanea folgt in der Wahl der Materialien und Strukturen zwei parallelen Leitlinien, die bereits erwähnt wurden: einerseits der Wunsch, einige Elemente zu erhalten, die an das Aussehen der ehemaligen Stallungen erinnern, und andererseits die innovative Absicht, die Innenräume zu strukturieren.
Insbesondere ist die Struktur so konzipiert, dass die Beleuchtung bewusst eingesetzt wird, um die ausgestellten Werke hervorzuheben. In der Skulpturengalerie wird daher viel Glas für die Fenster verwendet, die die gesamte Wand einnehmen, um ein direktes und natürliches Licht zu ermöglichen, das die Skulpturen seitlich streift und ihre plastische Wirkung unterstreicht. In den sechseckigen Galerien hingegen ist die Wahl der Materialien komplexer, da hier ein natürliches, aber indirektes, durchdringendes Licht einfällt: Das Glas wird daher nicht mehr wie früher von halbtransparenten Leinwänden verdeckt, sondern von einer modernen Metalldecke (auf die Verwendung dieses Materials im Pavillon wird später noch eingegangen). Die Metalllamellen, aus denen das Dach besteht, werden nach dem Saeger-System in einem bestimmten Abstand von den Wänden gehalten, so dass das Licht direkt auf die Gemälde fällt, dem Betrachter aber verborgen bleibt. Während die traditionellen Vorhänge also eine dumpfe und gleichförmige Atmosphäre schaffen, herrscht in den Räumen des Pavillons ein dynamischer und lebendiger Kontrast zwischen Schatten und Dunkelheit. Gardella führt noch eine weitere Neuerung gegenüber dem System Saeger ein: Während bei Saeger ein undurchsichtiger, durchgehender Wandschirm ein Halbdunkel in der Mitte des Raumes erzeugt, erzeugen die Lamellen einen weniger dichten, statischen Schatten und damit einen völlig neuen Hell-Dunkel-Effekt. Die Wahl der Materialien für die Innenräume, die im Wesentlichen weiß sind, was die Wände betrifft, zielt ebenfalls darauf ab, das Licht zu verstärken, und bei einigen Elementen ist sogar die Gestaltung der Formen selbst auf dieses Ziel ausgerichtet: Bei der Treppe zum Beispiel ermöglicht die Wahl von auskragenden, leicht versetzten Stufen dem Licht des Glases, zwischen den so entstandenen Rissen einzudringen und die Masse der Struktur zu entmaterialisieren, wodurch sie erheblich aufgehellt wird
.
Auch bei der Verwendung von Metall gibt es bemerkenswerte Neuerungen, sowohl gegenüber der Tradition als auch gegenüber der zeitgenössischen rationalistischen Strömung. An der Südfassade zum Beispiel gibt es eine radikale Änderung in der spätrationalistischen Auffassung der Darstellung der tragenden Strukturen: Nur die vertikalen Strukturen werden hervorgehoben, während die horizontalen (tragenden) Strukturen versteckt werden, und es kommt zu einer Verschmelzung zwischen diesen Elementen und der vorgesetzten Fassade, eine Verschmelzung, die in der rationalistischen Auffassung abgelehnt wurde. Es findet also eine Verschmelzung zwischen der klassischen Verwendung des Metalls als Tragwerk und seiner Verwendung als Dekoration statt, und zwar bis zu dem Punkt, an dem beide miteinander verschmelzen: Die Dekoration wird durch die Struktur selbst gebildet, und zwar nicht bedingungslos, wie es im Rationalismus der Fall war, sondern durch eine bewusste Auswahl der Elemente.
Interessant ist die Verschmelzung von Metall und Glas in der Struktur der Joche, die sowohl elegant als auch funktional ist. Jedes Joch hat zwei Dachschrägen; die obere Hälfte jeder Dachschräge ist transparent, die untere undurchsichtig und besteht aus isolierten Kupferplatten vom Typ Cutar. Das Tageslicht fällt von oben in das mittlere Band und nutzt die größere Höhe des schrägen Sparrendachs; unten wird es durch eine doppelte Reihe von Aluminiumlamellen gefiltert, die ihm eine weiche, durchdringende Wirkung verleihen. Die Struktur besteht aus Stahlprofilen mit zwei vertikalen Armen, die die abgehängte Decke, die Tür und einen Kontrollgang im Zwischenbereich tragen (aus leicht verzinktem Stahlgitter, um den Lichteinfall nicht zu behindern). Darunter sind entsprechend der Dachneigung verschiebbare Verdunkelungsrollos angebracht, deren Achse parallel zu den Trägern verläuft und die vom Gang aus manuell bedient werden. Das künstliche Licht wird durch Glühbirnen erzeugt, die oberhalb der Decke auf schrägen Metallträgern angebracht sind, die sowohl die zentrale Struktur als auch die transparenten Paneele tragen, die das Licht auf die Seitenwände der einzelnen Räume reflektieren. Die abgehängte Decke besteht aus weiß lackierten Metalllamellen, die in einer horizontalen Ebene angeordnet sind.
In dekorativer Hinsicht wird immer wieder weiß gestrichenes Metall verwendet, sowohl in den Gitterstäben der Jalousien an der Südfassade als auch im ursprünglichen Treppengeländer, das auf jeder Stufe das Motiv einer diagonalen rechteckigen Platte wiederholt, die von vertikalen Stäben gekreuzt wird (die Platten sind an den auf jeder Stufe verankerten Pfosten miteinander verbunden).
Die Verglasung des Parks zeigt eine komplexe Skala von vertikalen Haupt- und Nebenstrukturen, die sich abwechseln: Der primäre Rhythmus wird von den Hauptpfeilern vorgegeben, die riesige Ausmaße haben und der tragenden Struktur der inneren Joche entsprechen, während der sekundäre Rhythmus von den Zwischenpfeilern gebildet wird, die schlanker und niedriger sind und außer der Aufgabe, den Rahmen zu unterteilen, auch die Aufgabe haben, die seitlichen Führungen der Gitterpaneele zu tragen, die durch einen motorisierten Mechanismus guillotineförmig angehoben werden können. Das vertikale Gleiten wird durch Stahlseile auf oben angebrachten Rädern gewährleistet, die durch Blechkästen geschlossen werden, die als Dekoration aus der Fassadenebene hervorstehen. Die Räder sind ihrerseits durch eine Eisenstange verbunden, die die Synchronisierung der Drehungen gewährleistet und von der Fassadenverkleidung verdeckt wird. Der äußere Rahmen ist L-förmig, um dem Umfang die nötige Steifigkeit zu verleihen, um ein Herausrutschen aus den Gleitsitzen zu verhindern. Jeder Rahmen wird außerdem durch vertikale Platten verstärkt, die auf Scherung ausgelegt sind. Der verglaste Rahmen hingegen besteht aus Rahmen und Glasleisten aus Blech mit leicht abgerundeten Kanten, die gegenüber den Flügeln der äußeren Doppel-T-Pfeiler leicht zurückgesetzt sind. Diese Eigenschaft wird an der Südfassade durch die originelle Verkleidung mit großen rotbraunen glasierten Keramikfliesen unterstrichen, die die Wand entmaterialisieren und ihr weniger Massivität verleihen und sich von der traditionellen Verkleidung mit Sichtziegeln abheben.
Die Fläche der Eingangstür ist ebenfalls verglast und zeichnet sich durch eine Gruppe von drei hohen Rundbögen aus (wie im Haupthof der Villa), von denen einer frei ist und die beiden anderen durch einen Vorhang verschlossen sind, der durch ein Fenster in der Achse unterbrochen wird. Das zentrale Zugangsfenster schließt den Raum über seine gesamte Höhe ab und ist vertikal in zwei gleich große Bereiche unterteilt: ein oberer Bereich, der aus einer einzigen, gewölbten und feststehenden Glasfläche besteht, und ein unterer Bereich, der die beweglichen Flügel enthält. Letzterer ist wiederum modular in vier vertikale Glasfelder unterteilt, von denen zwei äußere – kleinere – feststehende sind und zwei mittlere – fast doppelt so breite – geöffnet werden können. Der umlaufende Rahmen ist so geschnitten, dass er die minimale Breite aufweist und ebenfalls aus weißem Metall besteht.
Letztere ist wiederum modular in vier vertikale Glasfelder unterteilt, von denen zwei äußere – kleinere – feststehend sind und zwei mittlere, die geöffnet werden können und fast doppelt so breit sind. Der umlaufende Rahmen ist so geschnitten, dass er die minimale Dicke aufweist und ebenfalls aus weißem Metall besteht.
Interessant ist auch die Verwendung der Bodenbeläge im Inneren des Pavillons. Die ebenerdigen Räume (Eingangshalle und Skulpturengalerie) sind immer mit Marmor ausgelegt, während die höher gelegenen Räume immer mit Holz ausgelegt sind: Der widerstandsfähigere Bodenbelag wird also dort verwendet, wo der Fußgängerverkehr intensiver ist, während der weichere und wärmere Bodenbelag dort verwendet wird, wo der Fußgängerverkehr und die Abnutzung geringer sind, wodurch Ästhetik und Funktionalität miteinander verbunden werden.

### Projekt
Um die gestalterischen Absichten zu verstehen, die Gardella bei der Realisierung des PAC verfolgte, muss man die Haltung der Moderne und insbesondere des italienischen Rationalismus gegenüber der Geschichte und der traditionellen Architektur kennen. Da der Rationalismus die akademische Nachahmung der Vergangenheit als zu kurz gegriffen betrachtete, schlug er vor, die Geschichte auf indirekte, übersetzerische und literarische Weise durch konkrete und persönliche Entscheidungen in Erinnerung zu rufen. Dies ist die Absicht, die dem Projekt des PAC zugrunde liegt. Der Respekt vor der Geschichte zeigt sich in dem Wunsch, die Nordwand der Stallungen trotz des Fehlens besonderer dekorativer Elemente zu erhalten, in der Beibehaltung des Eingangs in seiner ursprünglichen Position, die in Bezug auf die städtische Straße schwer zu fassen und zweitrangig ist, und in der Gestaltung der modernen Fassade selbst. Obwohl die Fassade völlig modern ist, enthält sie einige mehr oder weniger explizite Verweise auf dekorative Elemente aus der Vergangenheit, wie zum Beispiel das Rautenmuster auf den auf- und absteigenden Gittern (ähnlich den Spalieren, die früher die Gartenmauern schmückten). Im Inneren schließlich wird der Bezug zur Geschichte durch den niedrigen Bogen deutlich, der die Eingangshalle mit dem ersten der fünf sechseckigen Räume verbindet.
Der Pavillon weist jedoch zahlreiche innovative Aspekte auf, insbesondere in Bezug auf die typologische Organisation des Museums, vor allem die Mobilität der Räume. Die Trennwände zwischen den verschiedenen Sälen des Museums werden an einigen strategischen Punkten durchbrochen, wodurch die übliche Typologie, bei der die Räume auf eine einzige Achse eines Korridors ausgerichtet sind (eine Typologie, die bei der zeitgenössischen Rekonstruktion der Pinacoteca di Brera übernommen wurde), überwunden wird. Die Durchdringung der Räume wird jedoch nicht zu einem Durcheinander der Bereiche, und die fließende Bewegung schließt die Strenge eines bestimmten Weges nicht aus: Die Höhenunterschiede, in die der Innenraum unterteilt ist, sind nicht zufällig, sondern entsprechen der Notwendigkeit, den Raum optimal zu nutzen, ohne die Höhe des bestehenden Gebäudes zu verändern. Die Studie der Höhenunterschiede ist außerdem von einem wesentlichen Element der Raumkonzeption abhängig: der Möglichkeit, den Park durch die Fenster zu sehen. Die Kontinuität zwischen dem Natürlichen und dem Künstlichen, zwischen Kunst und Natur, ist ein weiteres innovatives Leitmotiv, das bei der Gestaltung des Pavillons entwickelt und von der Moderne übernommen wurde. In diesem Sinne ist auch die originelle Durchdringung von natürlichem und künstlichem Licht in den oberen Räumen von Bedeutung. Ein weiteres charakteristisches und revolutionäres Element ist schließlich die Steuerung und Modulation des Lichts, um die Werke optimal zur Geltung zu bringen.
Vergleicht man den ersten und den letzten Entwurf des Pavillons, so fällt vor allem eine radikale Veränderung in der Konzeption seiner Beziehung zum Park auf. Ursprünglich befand sich das Grün nicht im Park außerhalb des Pavillons, sondern in einem Innenhof, der den Dreh- und Angelpunkt des Entwurfs bildete und mit einem sehr antiklassischen unregelmäßigen Muster gepflastert war. Eine große Terrasse, die sich zum Park hin erstreckt, nimmt die gesamte Südfassade ein und schafft eine weitere Trennung zwischen dem Innenraum und dem natürlichen Außenraum. Der endgültige Entwurf kehrt diese Absicht um und hebt die Trennung zwischen Pavillon und Rasen auf, der an der Verglasung endet: Das Gebäude wird dadurch kompakter und organischer, eine synthetischere und prägnantere Form. Ursprünglich war das Dach des Gebäudes aufgrund der unterschiedlichen Höhen der Innenräume als Flachdach geplant, das in zwei Teile geteilt war, die durch eine hohe Stufe deutlich voneinander getrennt waren: Die spätere Änderung sah nicht nur die Anhebung der Innenräume auf die gleiche Höhe vor, sondern auch die Wahl eines Daches mit parallelen Stahlträgern, die sich alle auf der gleichen Höhe befinden.
Was das Innere betrifft, so wurde in der ersten Version die obere Galerie auf ihrer gesamten Länge von einem Außenbalkon flankiert, der zum Park hin ausgerichtet war, während dieser Balkon später auf die gegenüberliegende Seite und zu den inneren Sälen hin verlegt wurde. Auf diese Weise wird die Natur aus dem oberen Stockwerk ausgeschlossen, um den Besucher auf die neuen Ausblicke zu konzentrieren, die sich in den Sälen eröffnen. Ein ähnliches Ziel verfolgt die Verlegung der Treppe von ihrer zentralen Position gegenüber dem Eingang zum ersten Saal zu einer Treppe, die sich an die Begrenzungsmauer anlehnt, um den Blick auf die Grünflächen des Parks freizugeben.
Das Festhalten an einer gewissen organischen Tendenz in der Architektur zeigt sich in den gestalterischen Absichten des Architekten auch in der Wahl eines polygonalen Profils für die Decke der beiden Galerien, die durch die umgekehrte Rumpfform einen einladenden Charakter erhalten. Der ursprüngliche Entwurf sah auch ein vertieftes Element in der Verglasung zum Park hin vor, das zusammen mit den Metallpfeilern diesen organischen Einfluss noch unterstreicht.
Dieses Interesse geht Hand in Hand mit dem Interesse für die Bedürfnisse der menschlichen Besiedlung des Raumes, für die Erwartungen des Menschen und sein Wohlbefinden. Dieses Interesse führte zum Bau einiger diagonaler Wände im hinteren Teil der Räume, die durch die natürliche Neigung der Fassade zur Straße hin ein unangenehmes Gefühl der Unausgeglichenheit hervorgerufen hätten. „Gardella sprach immer vom Klassizismus seiner Architektur und vom italienischen Rationalismus: aber der Klassizismus, den er meinte, war der Wunsch nach Ordnung, nach Maß, nach Klarheit“. (Paolo Berca): „Der Klassizismus, auf den ich mich beziehe, ist über die Zeit hinaus ein ständiges Streben nach Ordnung, nach Maß, nach Modularität“. (Gardella, Konferenz 1957 in den Vereinigten Staaten). Aus dem gleichen Grund sind die beiden Rampen, die von der Eingangshalle abgehen, leicht konkav, um den Eindruck zu erwecken, den Besucher willkommen zu heißen, und – in der ursprünglichen Planung – befand sich vor der Öffnung, die zu den Sälen führt, ein konkav geformter Paravent, der die doppelte Funktion hatte, den direkten Blick zu verhindern und die bereits eingetretenen Besucher zu schützen, indem er sie am Eingang empfing und sich fast zurückzog, um sie passieren zu lassen.
Abschließend kann gesagt werden, dass während des Entwurfsprozesses eine schrittweise Vereinfachung und Konzentration der Volumina stattgefunden hat, hin zu einer Regelmäßigkeit des Umfangs und einer großen inneren Fluidität.

### Innenräume
Das Innere des Pavillons besteht aus einem einzigen Raum, der in mehrere sechseckige Räume und zahlreiche Verbindungsräume unterteilt ist. „Das Grundproblem besteht darin, einen perfekt definierten und strukturierten Raum zu erhalten, der seinerseits auf verschiedene, aber immer kohärente Weise unterteilt und neu arrangiert werden kann, [...] in einem architektonischen Raum, das heißt, der in ein oder mehrere Module unterteilt und strukturiert werden kann, ohne die Einheit der Umgebung zu verlieren [...]. Mit anderen Worten, die Museumsarchitektur ist in erster Linie eine Architektur der Leere, aber es ist unerlässlich, dass diese Leere eine formale Gestalt annimmt, d.h. zum Raum wird. Dieser doppelte Aspekt ist in vorbildlicher Weise verstanden und gelöst worden“. (Argan, 1954). Gardella legt in der Tat großen Wert auf den Querschnitt und die Höhenunterschiede der einzelnen Räume in ihrer spezifischen Nutzung, die frei miteinander kommunizieren.
Der erste ist der Eingang, ein schmaler, länglicher Raum auf der Ostseite, der mit dem einzigen Raum der ehemaligen Stallungen zusammenfällt, der die Bombardierung überstanden hat. Der Raum ist ebenerdig und ca. 6 m hoch, was den Bau eines Zwischengeschosses ermöglichte, das als Ruhe- und Erfrischungsraum (mit Bar) dient und über ein Eisengeländer einsehbar ist.
Vom Eingang aus gelangt man in den ersten und größten der fünf sechseckigen Räume, die sich alle auf einer Höhe von +1,00 befinden und entsprechend der Neigung der nördlichen (der Stadtstraße zugewandten) Umfassungsmauer abfallen. Alle Räume sind 6 m hoch und werden von oben durch Lichtkuppeln belichtet, die durch eine Zwischendecke aus weißen Metalllamellen geschützt sind. Alle diese Räume sind mit der durchgehenden Promenade verbunden, die den Übergang von einem Raum zum anderen bildet und sich auf der gleichen Höhe (+ 1,00) befindet und ihre Höhe (6 m) ohne Unterbrechung mit der Decke der Räume teilt, da die Öffnungen, die in sie hineinführen, sich auf der gleichen Höhe befinden. Der Korridor verläuft entlang der offenen Seite der sechseckigen Räume und endet im letzten und kleinsten Raum, während auf der den Eingängen gegenüberliegenden Seite eine niedrige, durchgehende Wand verläuft, die als Brüstung und Sitzgelegenheit dient und den Korridor von der angrenzenden und darunter liegenden Galerie trennt. Unterhalb der Treppe, die in das Obergeschoss führt, beginnt eine durchgehende schräge Rampe, die zur Galerie führt (die für die Skulpturen vorgesehen ist) oder alternativ vom gegenüberliegenden Ende der Promenade über eine kurze Treppe zugänglich ist.
Die Galerie befindet sich im Erdgeschoss und wird durch ein großes Fenster zum nahe gelegenen Park hin belichtet, das sich über die gesamte Länge erstreckt und mit dem der Fassade übereinstimmt. Die Decke ist durch zwei symmetrische Schrägen abgesenkt, 3,5 m hoch und hat ein polygonales Profil, das die Plastizität des Raumes betont.
Die Treppe, die sich am Anfang der Promenade und gegenüber dem ersten der Säle befindet, verbindet das Zwischengeschoss mit der Galerie im Obergeschoss, die ihrerseits auf die darunter liegende Promenade blickt. Eine durchgehende Wand trennt sie von der oberen Galerie, mit Ausnahme von zwei Verbindungsgängen zur Galerie selbst, die sich am Anfang und am Ende der Galerie befinden. Die Galerie für die grafischen Werke befindet sich genau über der Galerie für die Skulpturen und wiederholt deren Form und Ausmaße im polygonalen Teil der Decke. Das Beleuchtungssystem (künstlich durch Strahler, die sich in den Schrägen der Decke verbergen) und der Bodenbelag sind unterschiedlich.

## Ausgerichtet Ausstellungen

### 2009
- Vanessa Beecroft - VB65
- Ballo+Ballo
- PASSPORTS - In viaggio con l’arte

### 2010
- Yayoi Kusama - I Want to Live Forever
- Armando Testa - Il design delle idee
- Zhang Huan - Ashman
- Franko B - I still love

### 2011
- Robert Gligorov - Termination Shock 26 gennaio 2011 - 15 febbraio 2011[1]
- Pixar - 25 anni di animazione 23 novembre 2011 - 14 febbraio 2012

### 2017
- Luca Vitone - Trasporto eccezionaleIO, Luca Vitone[2].

### 2018
- Eva Marisaldi - Trasporto eccezionale[3].

### 2019
- Cesare Viel - Più nessuno da nessuna parte[4].